# قضاعة عراقية ملساء الفراء
القضاعة العراقية ملساء الفراء أو كلب الماء العراقي أو العربي أو قضاعة ماكسول (الاسم العلمي: Lutrogale perspicillata maxwelli) حيوان برمائي متوطن في الأهوار جنوب العراق. وهو نويع من القضاعات ملساء الفراء التي تنتشر في الهند وجنوب شرق آسيا.
يعتبر من الضواري المائية النادرة والمسـتوطنة والمهددة بخطر الانقراض في العراق، والتي لا تزال تتواجد بأعدادٍ قليلةٍ جداً في الأهوار.
تم اكتشاف هذا النوع لأول مرة في العراق عام 1956 وقد تعرّض للإبادة نتيجة لعمليات الصيد الجائر والأسر غير المشروع من البرية إضافة إلى تجفيف مواطنه الطبيعية.

## الوصف
يسمى أحياناًَ باسم القندس وجمعها: قنادس، ويسمى أحياناً بكلب الماء ماكسويل تمييزاً له عن قنادس آسيا. فهو يشبه القطة ولكنه أكبر منها حجماً بكثير وأصغر حجماً من القضاعة الأوربية الشائعة وأغمق لوناً وله ذيلُ طويلٌ وقويٌ مثلث الشكل مسطح الجانبيين ذو قاعدة عريضة تُستَخدم  في السباحة والتوازن. أما الفراء فهو سميك حريري  لماع خاصة عندما يكون في الماء. ذو لون بني داكن أو مسود. رأسه مستدير صغير ذو جبھة وخطم غير بارزين. تكون المسافة بين الأنف المستدير والأذنين الصغيرتين أكبر من المسافة بين العينين والأنف. اقدامه الأمامية كبيرة الحجم مقارنة بالجسم.
يتواجد في الأهوار النائية الموحشة والتي يصعب على الإنسان من الوصول إليها ليكون في مأمن من الصيادين والأخطار التي تهدده. يجعل من الجزر الطافية والصغيرة (التهول) مقراً للاستراحة بعد عودته من الصيد.

## الخصائص

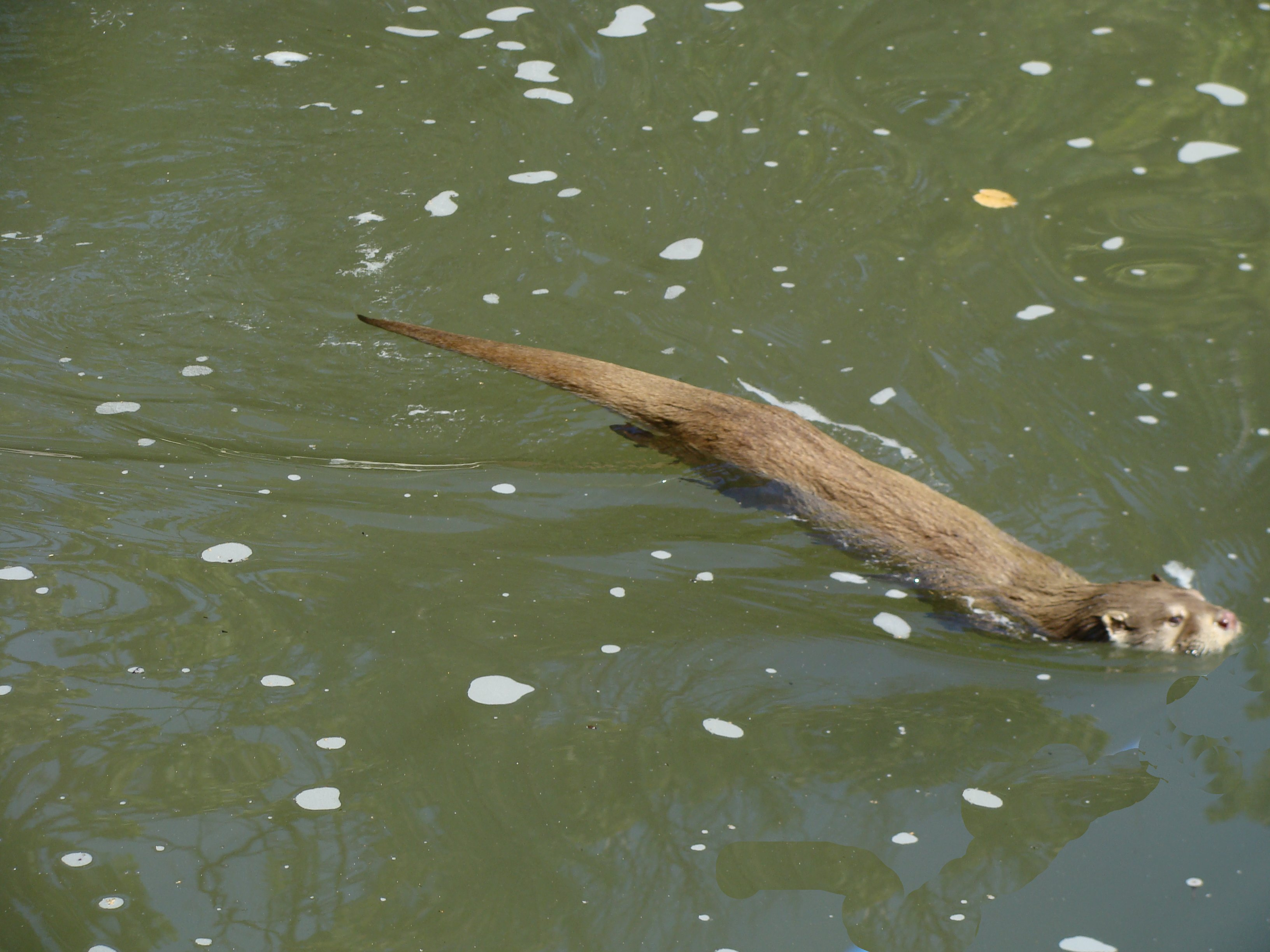
كلب الماء تسبح في المياه.

الأهوار التي يتواجد فيها هي: (زجري، السناف، الجكة، أم الزرازير، الصحين، العكر، الكباب، أم الزوري، أم البني، أم نعاج، الصيكل) وغيرها يتخذ من الممرات المائية ذات التيار القوي (الكواهين) ملعباً للسباحة والصيد ويحبذ الأسماك الصغيرة. يتكاثر في شهر شباط/فبراير من كل سنة وقد تلد الأنثى أكثر من جرو، وهناك تفاهم وتحابب ومودة بين الذكر وأنثاه ولا يفارقها مطلقاً إلا في الأيام الأولى للولادة فتبقى الأنثى مع صغارها لتعتني بهم وتعلمهم السباحة والغطس والصيد وتحرسهم من الأخطار التي تهددهم، ويذهب الذكر ليوفر لهم قوتهم اليومي من الأسماك حتى تكبر الجراوي وتصبح كلاباً وتعتمد على نفسها في العيش والتزاوج.

## التصنيف
صُنّف لأول مرة في العام 1957 اعتمادًا على دراسة جرو صغير أحضره معه الرحالة الإسكتلندي غافين ماكسويل سنة 1956 من العراق إلى لندن.

## كلب الماء بالعراق ضحية الصيد الجائر
ويتعرض كلب الماء إلى القتل والإبادة من قبل صيادين ماهرين محترفين يطلق عليهم (الرماية)، متخذين من صيده هواية أو للكسب المادي لأن جلده من الفرو الغالي وله تجار متجولون يسمون (الصفاطة)، وصيده مجازفة وفيه خطورة على الصياد، لأنه يبقى أيام وليالي في عمق الأهوار المخيفة، وينام ليلاً بين أحراش القصب الكثيف بزورقه الصغير المدبب الذي لا يزيد طوله على ستة أمتار ويسع لشخص واحد فقط. والصياد له خبرة ودلالة كافية بأماكن تواجد الكلاب وعندما يعثر على أثر له في الجزيرة كالبراز مثلاً يعرفون بأن الكلب في رحلة صيد وسيعود، فينصبون له كميناً بين القصب، وبعكس اتجاه الريح، لأن الكلب له حاسة شم قوية فعندما يشم رائحة الإنسان يختبيء وقد يبقى الصياد ليلة كاملة بانتظاره وحين يسمع صفيراً يتهيأ لقتله وأثناء صعوده وأنثاه إلى الجزيرة يطلق النار عليهما فيقتلهما هو وأنثاه من بندقيته التي تسمى جعازة، والتي هي وبارودها ورصاصها محلية الصنع. وبعد قتله يقوم بذبحهما وسلخ جلدهما فوراً والاحتفاظ بهما وقد يشاهدهما الصياد نهاراً فيتسلل إليهما بين القصب ويقتلهما. وبعد عودة الصياد إلى بيته يملأ الجلود بالقصب والبردي وتصبح وكأنها كلب حقيقي أي يقوم بتحنيطه حتى لا تتقلص الجلود ويتركها لتجف وفي بعض الأحيان يعثر صيادو الأسماك على الكلب فيقتلونه بالفالة ولكنها تمزق الجلد فتقلّ قيمته.

## في الموروث الشعبي
وقد ذكر كلب الماء في موروثنا الشعبي. ففي الأمثال يقولون باللهجة العامية: «جليب الماي مطلوب على جلده». ولمن يجيد السباحة يقولون: «جنك جليب الماي. أي كأنك كلب ماء!». وفي الأهازيج يقولون: «جليب الماي أكل اعيونه». وفي الألغاز يقولون: «أكله كطم ونصه عظم ما هو؟». أما الأطفال فيحبونه ويعتبرونه صديقاً لهم فعندما يدخلون الأهوار ينادون عليه: «جليب الماي أتريد حليب لو جاي». فعندما يرد عليهم الصدى: «جاي، جاي، جاي». يظنون قد استجاب لدعوتهم فتأخذهم الغبطة والسرور ويعودون إلى بيوتهم.

## تجفيف الأهوار
وبعد أن أمر صدام حسين بتجفيف الأهوار عام 1992 والتي تعتبر أكبر كارثة بيئية واقتصادية واجتماعية وثقافية شهدها العالم في عصرنا هذا أصبحت الأهوار صحراء قاحلة لا نبات فيها ولا ماء وهاجر أهلها من قراهم العائمة إلى المدن، فتعرضت جميع الأحياء المائية إلى الإبادة التامة ومنها كلب الماء حيث مات أغلبه من العطش والجوع أو من الحرائق التي شبت في غابات القصب والبردي لمسافة أكثر من 90 كليو متراً وظلت مشتعلة لعدة أشهر، وما تبقى من هذه الكلاب لم نعرف مصيره. هل هاجرت إلى الأنهر القريبة؟ لكن يذكر أحد الصيادين أنه قبل ثلاث سنوات قتل جرواً في مياه شط العرب قرب جزيرة أم الرصاص، وهذا ما يدل لنا على هجرته هناك لوفرة المياه والاسماك. وأخيراً وفي حالة عودة أهوارنا مجدداً ضمن الخطة العلمية والحضارية المرسومة لها سيعود كلب الماء إلى (كواهينه) ويصطاد فيها لأنها أجود ما عرفته الأهوار وعندما يعود سيكون مطلوباً على جلده كما في المثل الشعبي.